# Немчанинов, Андрей Евгеньевич
Андрей Евгеньевич Немчанинов (род. 27 ноября 1966, Россошь, Воронежская область) — российский и украинский легкоатлет, специалист по толканию ядра. Выступал за сборные СНГ, Украины и России по лёгкой атлетике в 1990-х и 2000-х годах, чемпион СНГ, серебряный и бронзовый призёр чемпионатов России, участник летних Олимпийских игр в Барселоне и чемпионата мира в Штутгарте. Мастер спорта России международного класса.

## Биография
Андрей Немчанинов родился 27 ноября 1966 года в городе Россошь Воронежской области.
Занимался лёгкой атлетикой в Киеве, выступал за Украинскую ССР.
Первого серьёзного успеха как спортсмен добился в сезоне 1992 года, когда на чемпионате СНГ в Москве с личным рекордом в 20,60 метра превзошёл всех соперников в толкании ядра и завоевал золотую медаль. Благодаря этой победе вошёл в состав Объединённой команды, собранной из спортсменов бывших советских республик для участия в летних Олимпийских играх в Барселоне. На предварительном квалификационном этапе толкнул ядро на 18,98 метра и в финал не вышел.
После распада Советского Союза Немчанинов выступал за сборную Украины. Так, в 1993 году в составе украинской национальной сборной он отметился выступлением на чемпионате мира в Штутгарте, где показал результат в 18,28 метра.
В марте 1998 года получил российское гражданство и начиная с этого времени активно выступал на различных всероссийских соревнованиях, представлял Москву.
В 2000 году на чемпионате России в Туле стал серебряным призёром в толкании ядра, уступив только Павлу Чумаченко.
На чемпионате России 2001 года в Туле был третьим позади Павла Чумаченко и Александра Сальникова.
Впоследствии оставался действующим спортсменом вплоть до 2007 года
За выдающиеся спортивные достижения удостоен почётного звания «Мастер спорта международного класса».

## Семья
Сын Дмитрий — профессиональный футболист.